# Plaça del Toll (Arbeca)
La Plaça del Toll és una plaça pública del municipi d'Arbeca (Garrigues) inclosa en l'Inventari del Patrimoni Arquitectònic de Catalunya.

## Descripció
És una plaça pavimentada de planta irregular, gairebé triangular, amb un desnivell al sector oest respecte de l'est. L'espai està delimitat al sud per façanes de cases i al nord i a l'oest, per un carrer viari que l'envolta. Els materials principals que la conformen són la pedra i el formigó. El mobiliari (fanals, bancs, glorieta, font, ajardinament, zona de jocs) es troba col·locat delimitant el seu contorn. La majoria són elements i materials autòctons, piques d'aigua per ajardinar, pedra del país per la font, que donen color i textura propis de la comarca.

## Història
Segons una capbrevació del 26 de febrer del 1724, davant un notari de Tàrrega, una de les propietats del comú era la Bassa del Toll (actual plaça del Toll). En aquesta zona hi havia forns de calç i, més tard, piques de l'abeurador que s'omplien de la mina del Comellar.